# 我们的故事之沉默的年代
《我们的故事之沉默的年代》（英語：The Diam Diam Era）是一部2020年新加坡喜剧剧情片，梁智强执导作品。
本片是《我们的故事》电影系列的第三部曲，讲述1980年代，林家搬入政府组屋后的故事，当时新加坡面对许多政策变化，众人一同经历新加坡环境与民生的大变迁。
本片于2020年11月26日在新加坡院线上映。 主演包括李国煌、许瑞奇、陈美心、李博翔、程旭辉、王雷。
本片是2016年电影《我们的故事》和《我们的故事2》的续集，第四部曲《我们的故事之沉默的年代2》则于2021年2月10日在农历新年上映。

## 剧情
本片延续《我们的故事》系列，第三部以1979年为开端，横跨十多年至1980年代末的流金岁月。讲述林家第二代和邻居们一同从甘榜搬入政府组屋后的故事，经历新加坡环境、政策和民生的大变迁。
在姐姐过世后，阿坤（李国煌 饰）改过自新，成为一名的士司机，和年轻一代的侄子顺发因为代沟常常发生冲突。80年代新加坡正实施多项改革政策，阿坤常常对政府的诸多政策感到不满，像是华文学校被迫关闭、新加坡精英制度等，结果决定和政府“唱反调”，成立反对党。众人的故事会如何收场？

## 演员
| 演员                | 角色名称  | 角色简介                                                                                            |
| ------------------- | --------- | --------------------------------------------------------------------------------------------------- |
| 李國煌              | 林亚坤    | 林四叔和四婶的大儿子，阿凤的丈夫，阿兴的爸爸，招娣的弟弟。 的士司机，每次对政府立下的政策感到不满。 |
| 许瑞奇              | 陈顺发    | 招娣的儿子，素婷，素心，素琴的幼弟，亚坤的侄子                                                      |
| 陈美心              | 陈素婷    | 顺发的大姐，亚坤的长侄女                                                                            |
| 李博翔              | 林永兴    | 亚坤的儿子，顺发的表哥。精英主义者，时常瞧不起表弟顺发。                                            |
| 陈俊铭              | 林亚喜    | 林四叔和四婶的小儿子，亚坤和招娣的弟弟，Rani的丈夫，Sharmugam的女婿                                 |
| 程旭辉              | 阿辉      | 亚坤，Osman和Sharmugam的好友                                                                        |
| 王雷                | 刘顺中    | 反对党派人物，从小受英文教育者                                                                      |
| Suhaimi Yusof       | Osman     | 和林家从乡村搬到组屋的街坊，馬來裔椰浆饭小贩，与林家的关系很好。                                    |
| Silvarajoo Prakasam | Sharmugam | Rani的爸爸，亚喜的岳父，印度裔前'地牛'稽查人员                                                      |
| 林昀憓              | 陈素心    | 顺发的二姐                                                                                          |
| 叶慧馨              | 陈素琴    | 顺发的三姐                                                                                          |
| 薛素丽              | 阿凤      | 亚坤的妻子                                                                                          |
| 廖永谊              | 阿龙      | 便衣警察，前706老大，林家旧识                                                                       |
| 刘怡伶              | 美萍      | 新谣歌手，顺发的女朋友                                                                              |
| 蔡浩洋              | 港生      | 香港人，移民到新加坡，顺发的好朋友                                                                  |
| 陈丽贞              | 林招娣    | 亞坤和亞喜的姐姐，已在上集中因病去世                                                                |

## 制作、发行
本片于2019年4月至5月拍摄，耗资250万。本片继续描述新加坡从艰苦建国到跻身先进国家的浓缩历史记录，以及呈现新加坡多元化社会。
第3部曲与第4部曲以1980年代为故事主轴，呈现新加坡多项政策变化和敏感课题，包括南洋大学被迫关闭、引发华校生处境的彷徨、新加坡实施的精英制度、反对党风波等课题。对于题材，梁智强表示：“虽然课题敏感，但这是历史的一部分，应该用正确的心态去看待，新加坡人应该了解属于自己国家的历史，我们不是要刻意触碰敏感课题，只是不隐瞒历史曾发生过的事。”
本片于2020年11月22日搶先上映一天口碑場，并于2020年11月26日在新加坡正式上映。续集第4部曲《我们的故事之沉默的年代2》则于2021年2月10日起，在农历新年档期上映。